# Zentrale für Ernährungsberatung
Die Zentrale für Ernährungsberatung - Verein zur Förderung des gesunden Essverhaltens (kurz: zeb) ist ein eingetragener Verein und bezeichnet sich als „Norddeutschlands größtes Netzwerk für Ernährungsberatung“. Die zeb wurde 1998 durch die erste Vorsitzende Ute Hantelmann aus einer Projektarbeit im Fachbereich Ökotrophologie an der Hochschule für Angewandte Wissenschaften Hamburg (HAW) gegründet. Zurzeit zählt der Verein über 100 Mitglieder.
Die zeb bietet Aufklärung, Information, Beratung und Ernährungstherapie für gesunde und erkrankte Menschen. Sie setzt sich zusammen aus Ökotrophologen, Professoren und Sozialpädagogen. Alle Berater der zeb haben einen Hochschulabschluss. Sie verfügen durch ihre praktische Arbeit über Erfahrung in ihren speziellen Bereichen und bilden sich fort. Eine Zertifizierung durch anerkannte Verbände (z B der DGE) liegt bei vielen Berater vor. Die Beratung erfolgt unabhängig und produktneutral.
Die Qualitätssicherung innerhalb der zeb erfolgt durch fachspezifische Qualitätszirkel. Hierdurch wird die Ernährungsberatung professionalisiert, eine regelmäßige Teilnahme ist verbindlich für die Zulassung zur Ernährungsberatung oder Ernährungstherapie. Viele Angebote der zeb werden von den Krankenkassen anerkannt und bezuschusst.
Das Bundesministerium für Ernährung, Landwirtschaft und Verbraucherschutz hat die zeb im Rahmen des nationalen Aktionsplanes „IN FORM“ von 2010 bis 2014 mit einem Preis für die vorbildhafte Arbeit zur Förderung eines gesunden Lebensstils ausgezeichnet.